# Свірнівська сільська рада
| Свірнівська сільська рада — колишній орган місцевого самоврядування у Голованівському районі Кіровоградської області з адміністративним центром у с. Свірневе. Сільській раді підпорядковані населені пункти: - с. Свірневе - с. Зелена Балка - с. Новоголованівськ - с. Олексіївка |

## Склад ради
Рада складається з 16 депутатів та голови.

### Керівний склад ради
| ПІБ                       | Основні відомості                                                         | Дата обрання | Дата звільнення |
| ------------------------- | ------------------------------------------------------------------------- | ------------ | --------------- |
| Лагода Олександр Іванович | Сільський голова, 1956 року народження, освіта, член народної партії      | 26.03.2006   | 25.07.2009      |
| Кулик Ігор Васильович     | Сільський голова, 1966 року народження, освіта вища, член народної партії | 31.10.2010   |                 |

Примітка: таблиця складена за даними джерела

## Населення
Згідно з переписом УРСР 1989 року чисельність наявного населення сільської ради становила 1076 осіб, з яких 477 чоловіків та 599 жінок.
За переписом населення України 2001 року в сільській раді мешкало 1060 осіб.

### Мова
Розподіл населення за рідною мовою за даними перепису 2001 року:
| Мова       | Відсоток |
| ---------- | -------- |
| українська | 97,73 %  |
| російська  | 2,17 %   |